# Almedíjar
Almedíjar es un municipio de la Comunidad Valenciana, España. Situado en la comarca del Alto Palancia. Está enclavado en la Sierra de Espadán, al sur de la provincia de Castellón. Cuenta con 288 habitantes (INE 2024). Se trata de un municipio hispanófono, en el que el español cuenta con el predominio lingüístico reconocido legalmente.

## Geografía
El término municipal de Almedíjar está enclavado en su totalidad dentro del Parque natural de la Sierra de Espadán.
Está situado en su vertiente meridional, en el sector SE de la comarca del Alto Palancia. Su orografía es accidentada, con puntos de alturas de 918 metros (Herrera), 964 metros (Peña Blanca) y 979 metros (Cullera), sus montañas se encuentran cubiertas de alcornoques, pinos y carrascas.

### Accesos
La manera más sencilla de llegar es a través de la autopista A-23 de Sagunto a Somport hasta llegar a la altura de Segorbe, donde se enlaza con la carretera CV-200, carretera que finaliza en la localidad de Villarreal, cercana a la capital provincial. El pueblo se encuentra a 71 km de Valencia y 47 km de Castellón de la Plana.

### Localidades limítrofes
El término municipal de Almedíjar limita con Ahín, Algimia de Almonacid, Azuébar, Castellnovo, Soneja y Vall de Almonacid

## Historia
Aunque hay algún yacimiento del periodo íbero y han aparecido algunos restos romanos, la actual localidad tiene un claro origen musulmán. Fue conquistada por las tropas de Jaime I de Aragón en 1238. Tras diversos cambios de dueño, la localidad pasó a formar parte de los dominios de la familia Centelles. A pesar de la conquista cristiana, la población musulmana seguía siendo mayoritaria, generando múltiples revueltas hasta su derrota definitiva en 1528, en la llamada batalla de Almedíjar, que puso fin a la rebelión de los moriscos en el Reino de Valencia. En 1611, tras la expulsión de los moriscos, el marqués de Quirra, Gilabert Carroz de Centelles otorgó ante notario Carta Puebla para el lugar de Almedíjar que había quedado totalmente despoblado. Los apellidos de los primeros pobladores fueron Torres, Talamantes, Tortajada, Sebastián, Terolín, Monzón, Salvador, Selma, del Río, Magán, Veo, Macián, Tejedo, Rubio, Pérez, Mínguez, Juan, Puig, Ibáñez, Ruiz, Chos, Badía, Ballester y Esteban, procedentes la mayoría de las vecinas Jérica y Segorbe. Con el tiempo muchas de estas familias abandonaron la población siendo reemplazadas por otras procedentes de las otras localidades de la zona como Puebla de Arenoso, Villamalur, Algimia de Almonacid o el sur de la provincia de Teruel, apareciendo hacia el siglo XVII otros apellidos que son los actuales de la localidad, tales como Gijón, Miralles, Ginés, Latorre, Monzonís o Castañer.

## Demografía
Almedíjar cuenta con una población de 288 habitantes (INE 2024).
| Gráfica de evolución demográfica de Almedíjar entre 1842 y 2021                                                     |
| |
| Población de derecho según los censos de población del INE Población de hecho según los censos de población del INE |

Durante la época estival aumenta considerablemente el número de habitantes siendo aproximadamente mil.

## Economía
Tradicionalmente la economía de Almedíjar ha estado basada en la agricultura de secano, siendo predominante los olivos y los almendros. También se cultivaban viñas (vid) para la obtención de vino. La explotación de sus aguas también ha sido un elemento fundamental para el pueblo, pues con la apertura de la planta envasadora se proporcionó empleo a mucha gente, tanto de forma directa como indirecta, ya que para cubrir las garrafas se empleaban cestas de caña y mimbre. En ello se empleó mucha población y benefició a la economía de sus moradores.

## Patrimonio

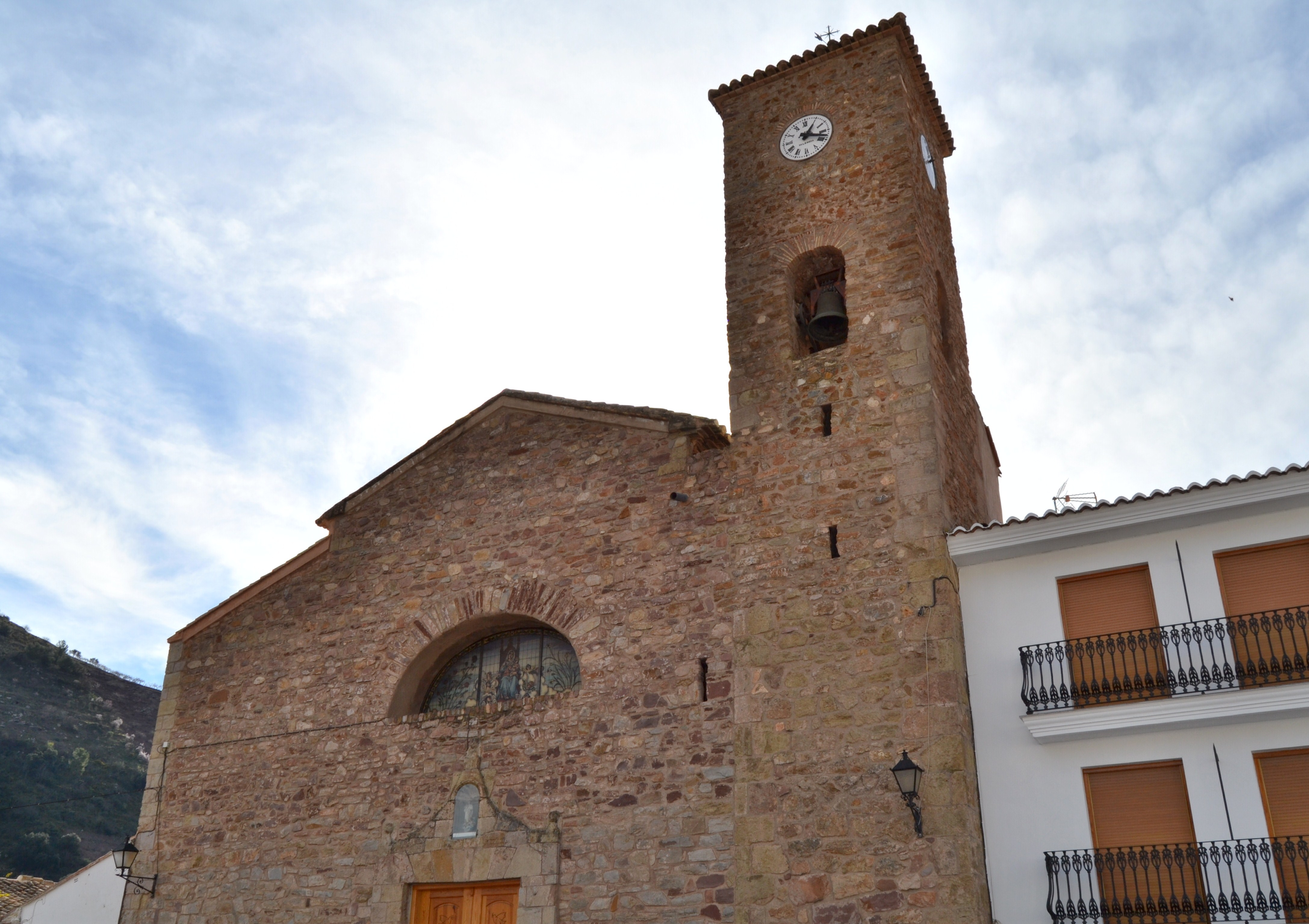
Iglesia de Nuestra Señora de los Ángeles

### Religioso
- Iglesia. Edificio de interés arquitectónico. Dedicado a Nuestra Señora de los Ángeles. Fue construida en el siglo XIII. La planta de la Iglesia es de Basílica, con una sola nave central y seis capillas laterales. Posee contrafuertes exteriores e interiores, coro y espacio reservado en un anexo para el órgano.

- "Monumento a la Virgen de las Palomas". Pequeño altar dedicado a la Virgen de las Palomas, situado en la carretera que va hasta Aín, a poca distancia de Almedíjar.
En la semana de fiestas se realiza una romería nocturna para rendirle culto, a la que acuden los vecinos de la localidad acompañados por las Reinas Mayor e Infantil de fiestas junto con sus respectivas Damas de Honor.

### Civil
- Acueductos. Acueducto de la Huerta Nueva. Acueducto de la Alfara recién restaurado. Fueron construidos ambos en el pasado por los moriscos para permitir que el agua del riego rebasase el barranco y así extender sus campos de cultivo de regadío.
- Castillo del Monte de la Rodana y el Castillet Este castillo, situado en el monte de la Rodana (684 metros), actualmente en ruinas, era de planta irregular, con una planta muy alargada que integraba los farallones rocosos de la cumbre de la montaña en su estructura. Contaba con un doble amurallamiento y aún es posible observar la parte inferior de la torre mayor.
- Muralla La localidad contaba también con un recinto amurallado desde la época medieval, que la defendía al estar está alejada del castillo. Aún es posible observar lienzos y arcos de la muralla en bastante buen estado en el casco urbano.

## Cultura
Se realizan actividades culturales (cine, teatro, etc,) durante todos los fines de semana de julio. El primer sábado de agosto se celebra la Semana Cultural.
En la actualidad existe un museo en la antigua almazara donde se realizan exposiciones y donde están expuestas antigüedades.
Destaca la Feria de Recuperación de oficios antiguos, que se celebra anualmente el fin de semana siguiente a Semana Santa, donde se exponen gran cantidad de oficios como cetrería, helados artesanos, elaboración de quesos, miel, marroquineria, agricultura, taller de mimbre y caña, herrería, carnicería... También se pueden comprar productos 100 % artesanos. Año a año la Feria va creciendo y cada vez son más los visitantes que se acercan a visitar una Feria que no se ve muy frecuentemente en España.
El paisaje de Almedíjar corresponde al propio de la Sierra Espadán, declarada parque natural. Destacan en él los maravillosos bosques de alcornoques de los que se extrae el corcho natural, de gran renombre internacional y que es elempleado para encorchar las botellas de las más prestigiosas bodegas de vino del país.

## Gastronomía
La gastronomía es muy variada, de entre la que destacan sus embutidos, la olla, típico plato a base de verduras, el hervido, también de verduras y, por supuesto, la paella valenciana. La repostería típica abarca desde la Fullosa, Torta de migas, Torta de mollas, Torta de higos secos al Delgao de almendras o nueces y la torta de tomate.
Por último, para beber, podemos probar el Agua de Almedíjar, de gran calidad y pureza y sin olvidarnos de sus vinos, de elaboración tradicional.

## Fiestas
Las fiestas patronales se inician el segundo domingo de agosto en honor de la Divina Pastora y los santos de la Piedra.Constan de ocho días intensos en los que podemos ver desde fiestas religiosas, hasta festejos taurinos, verbenas y discomóviles que se realizan todas las noches.
También durante el primer fin de semana de febrero se celebra con festejos taurinos San Blas.
Durante la Semana Santa, aparte de las procesiones, el sábado se realiza una olla popular.
El último fin de semana de pascua se culmina con la tradicional Feria de Oficios Artesanos, donde el visitante podrá contemplar los oficios antiguos que se realizaban en la población y algunos que todavía persisten. Entre los talleres destacan el esparto, la carbonera, el queso, el horno de leña, la indumentaria típica, el matapuerco, el esquilador de burros,....Aparte de disfrutar aprendiendo, el visitante podrá degustar la exquisita gastronomía del lugar así como realizar compras de los productos.

## Lugares de interés
- Fuentes. Almedíjar es conocida por la calidad de sus fuentes: Cañar, Pana, Villanova, Lajas y Almanzor. La fuente de Cañar, también llamada de la Divina Pastora, es la más caudalosa y conocida. Se encuentra próxima a la localidad, en un bonito paraje, su agua es excelente y tiene la particularidad de manar siempre a la misma temperatura: 20 'C.
- Parajes.En el término de Almedíjar se encuentran los dos valles más densamente poblados de alcornoques de la sierra Espadán (Mosquera y Almanzor) y posiblemente de España. Por estos húmedos valles fluyen los barrancos de la Falaguera o Azuebar y Almanzor o Almedíjar, junto a los cuales se pueden encontrar estupendas fuentes de gran calidad, además es fácil encontrar enormes alcornoques centenarios y gran variedad de especies vegetales características de la zona.

## Administración y política
| Periodo   | Nombre                         | Partido   |
| --------- | ------------------------------ | --------- |
| 1979-1983 | José Castañer Torres           | UCD       |
| 1983-1987 | Abel Latorre Latorre           | AP        |
| 1987-1991 | Abel Latorre Latorre           | PP        |
| 1991-1995 | Angelino Isidro Torres Latorre | PP        |
| 1995-1999 | Angelino Isidro Torres Latorre | PP        |
| 1999-2003 | Angelino Isidro Torres Latorre | PP        |
| 2003-2007 | Angelino Isidro Torres Latorre | PP        |
| 2007-2011 | José Esteban Villanova Pérez   | PSPV-PSOE |
| 2011-2015 | José Esteban Villanova Pérez   | PSPV-PSOE |
| 2015-2019 | José Esteban Villanova Pérez   | PSPV-PSOE |
| 2019-2023 | José Esteban Villanova Pérez   | PSPV-PSOE |
| 2023-act. | José Esteban Villanova Pérez   | PSPV-PSOE |